# Ferrari 342 America
Der Ferrari 342 America ist ein Straßensportwagen des italienischen Automobilherstellers Ferrari, der 1952 und 1953 insgesamt sechsmal gebaut wurde. Er basiert auf dem 340 America und ist dessen längeres und luxuriöseres Schwestermodell. Der 342 America war der teuerste Ferrari seiner Zeit.

## Entstehungsgeschichte
Das Modeneser Unternehmen Ferrari, das seinen Ursprung im Rennsport (Scuderia Ferrari) hat, begann – ähnlich wie Maserati – nach dem Ende des Zweiten Weltkriegs schrittweise mit dem Bau von Straßensportwagen. Die ersten dieser Modelle waren der Ferrari 166, der 195 und der 212, die jeweils nur in wenigen Exemplaren verkauft wurden. Erst mit der 1952 eingeführten Modellfamilie 250 wurden größere Stückzahlen erreicht; mit ihnen wurde Ferrari zum Serienhersteller. Übereinstimmendes Merkmal nahezu aller dieser Fahrzeuge war ein von Gioacchino Colombo konstruierter Zwölfzylinder-V-Motor, der im Laufe der Jahre mit Hubräumen von 2,0 bis 3,0 Litern angeboten wurde. Er wird im Hinblick auf seine Baulänge vielfach als Short Block bezeichnet. Die mit diesen Motoren ausgestatteten Autos waren vor allem bei europäischen Kunden erfolgreich.
Auf dem nordamerikanischen Markt hingegen stießen die Autos mit ihren kleinen, hochgezüchteten Motoren kaum auf Interesse; dort waren in erster Linie große, hubraumstarke Motoren gefragt. Um die Marke in den USA zu etablieren, stellte Ferrari den kleinen Straßensportwagen ab 1951 eine Reihe von Coupés und Cabriolets zur Seite, die von den größeren und viel stärkeren Long-Block-Motoren angetrieben wurden, die Aurelio Lampredi konstruiert hatte. Das erste Modell dieser Reihe war der 340 America, von dem 1951 und 1952 insgesamt 25 Fahrzeuge verkauft wurden. Weil sie ungeachtet ihrer Straßentauglichkeit auch im Rennsport eingesetzt werden konnten, hatten die meisten Autos dieser Modellreihe einen „sportlich-aggressiven Auftritt“.
Um Kundenwünschen nach mehr Komfort und Alltagstauglichkeit zu entsprechen, entwickelte Ferrari 1952 den 340 America zum 342 America weiter, der als „exklusiver Gran Turismo“ die „gezähmte Version des 340 America“ ist. Von ihm entstanden sechs Fahrzeuge mit vergleichbarer Technik und unterschiedlichen Karosserien.
Viele sehen in dem Ferrari 342 America den „Ausgangspunkt einer Serie luxuriöser Tourenwagen, die mehr als ein Jahrzehnt später im 500 Superfast enden und gleichzeitig ihren Höhepunkt finden sollte.“

## Technik

### Chassis
Der Ferrari 342 America hat einen Gitterrohrrahmen aus ovalen Stahlrohren. Seine Konstruktion ist eng mit der des Rahmens aus dem 340 America verwandt. Der Radstand ist mit 2650 mm allerdings 230 mm länger.
Das Fahrwerk des 342 America entspricht dem des kürzeren 340 America. Die vorderen Räder sind einzeln an Doppelquerlenkern mit Houdaille-Hebelstoßdämpfern und einer einzelnen, quer angeordneten Blattfeder aufgehängt. Hinten ist eine Starrachse mit zwei Längslenkern und halbelliptischen, längs angeordneten Blattfedern eingebaut.

### Motor
Vier der sechs 342 America haben werksseitig den intern als Tipo 102 bezeichneten Zwölfzylinder-V-Motor mit einem Bankwinkel von 60 Grad, der auch den 340 America antreibt. Die beiden Pininfarina-Cabriolets stattete Ferrari dagegen mit dem größeren und deutlich stärkeren Tipo-104-Motor aus, der ab 1953 serienmäßig beim 375 America zum Einsatz kam.

#### Tipo 102

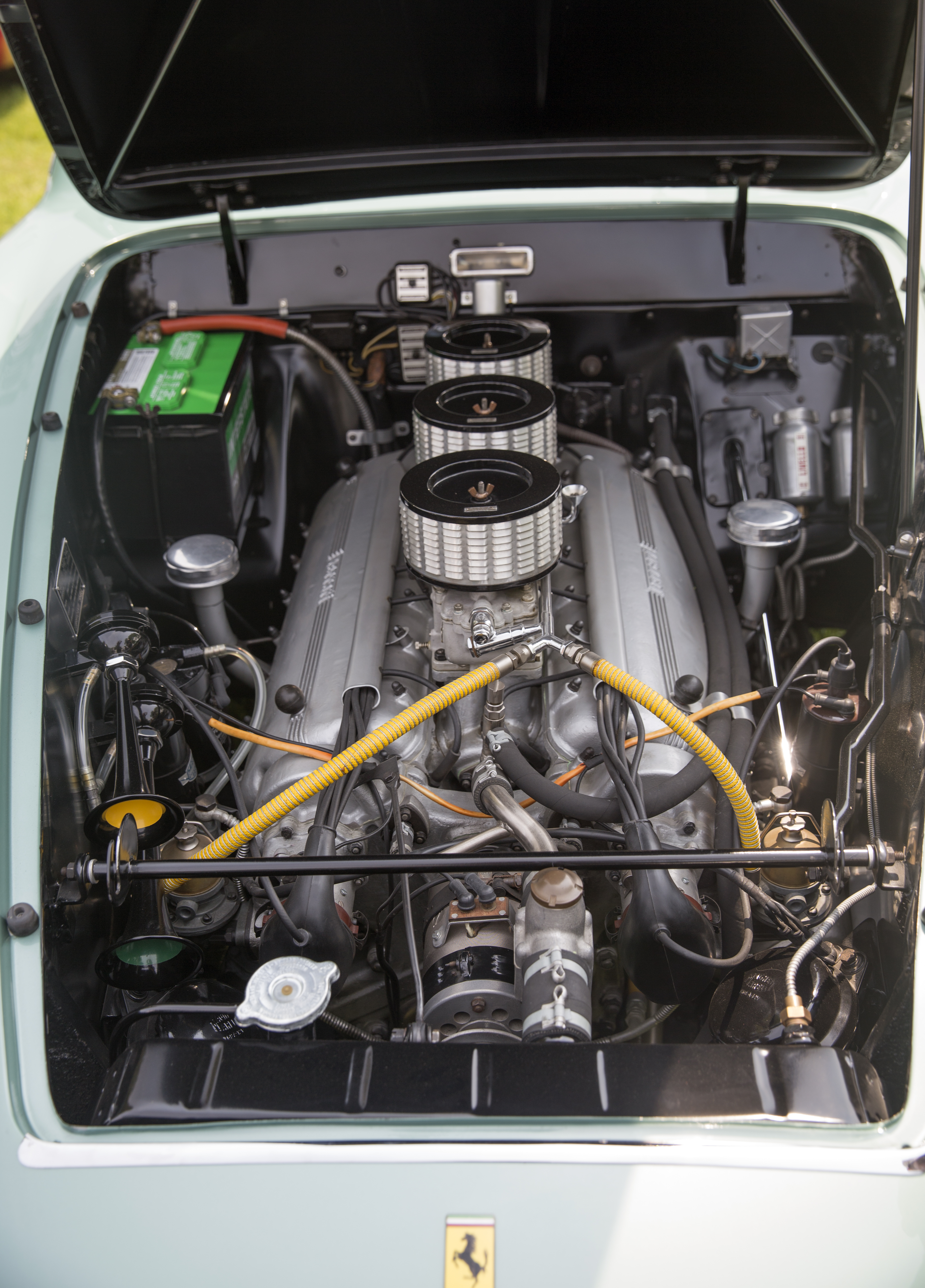
Lampredi-Longblock (Tipo 102) in einem 342 America

Die Tipo 102 genannte Version des Longblock- oder Lampredi-Motor ist im Kern eine vergrößerte Version des kleinen Colombo-Zwölfzylinders. Bei ihm sind die Abstände zwischen den Bohrungsmittelpunkten der Zylinder größer als beim Colombo-Motor, sodass größere Bohrungen möglich sind. Beim Tipo 102 hat der Motor eine Bohrung von 80 und einen Hub von 68 mm, sodass der Hubraum eines einzelnen Zylinders 342 cm³ und der Gesamthubraum 4101 cm³ beträgt. Alle Motoren, die in den 342 America eingebaut wurden, haben Nasssumpfschmierung. Jede Zylinderreihe hat eine obenliegende Nockenwelle, die ein Ein- und ein Auslassventil pro Zylinder steuert. Das Verdichtungsverhältnis beträgt 8 : 1. Die Gemischaufbereitung übernehmen drei Weber-Doppelvergaser vom Typ 40 DCF. Im Vergleich zum sportlicheren 340 America wurde die Motorleistung für den 342 America um etwa 20 auf nun 200 PS zurückgenommen. Die maximale Motorleistung fällt bei 5000 Umdrehungen pro Minute an.

#### Tipo 104
Die beiden Pininfarina-Cabriolets mit der Fahrgestellnummern 0234 AL und 0248 AL erhielten werksseitig anstelle des 4,1 Liter großen Tipo-102-Zwölfzylinders einen auf 4,5 Liter vergrößerten Longblock-Motor (Tipo 104). Seine grundlegenden Merkmale stimmen mit denen des Tipo 102 überein. Durch Aufbohrung vergrößerte sich aber der Hubraum auf 4522 cm³ (Bohrung × Hub: 84 × 68 mm). Die Motorleistung stieg auf 300 PS an.

### Kraftübertragung
Ein wesentlicher technischer Unterschied zwischen dem wettbewerbstauglichen 340 America und dem komfortablen 342 America betrifft die Kraftübertragung. Während der 340 America ein handgeschaltetes Vierganggetriebe mit unsynchronisiertem erstem Gang hat, stattete Ferrari den 342 America mit einem vollsynchronisierten Vierganggetriebe aus.

## Die einzelnen Fahrzeuge

### Vignale Cabriolet

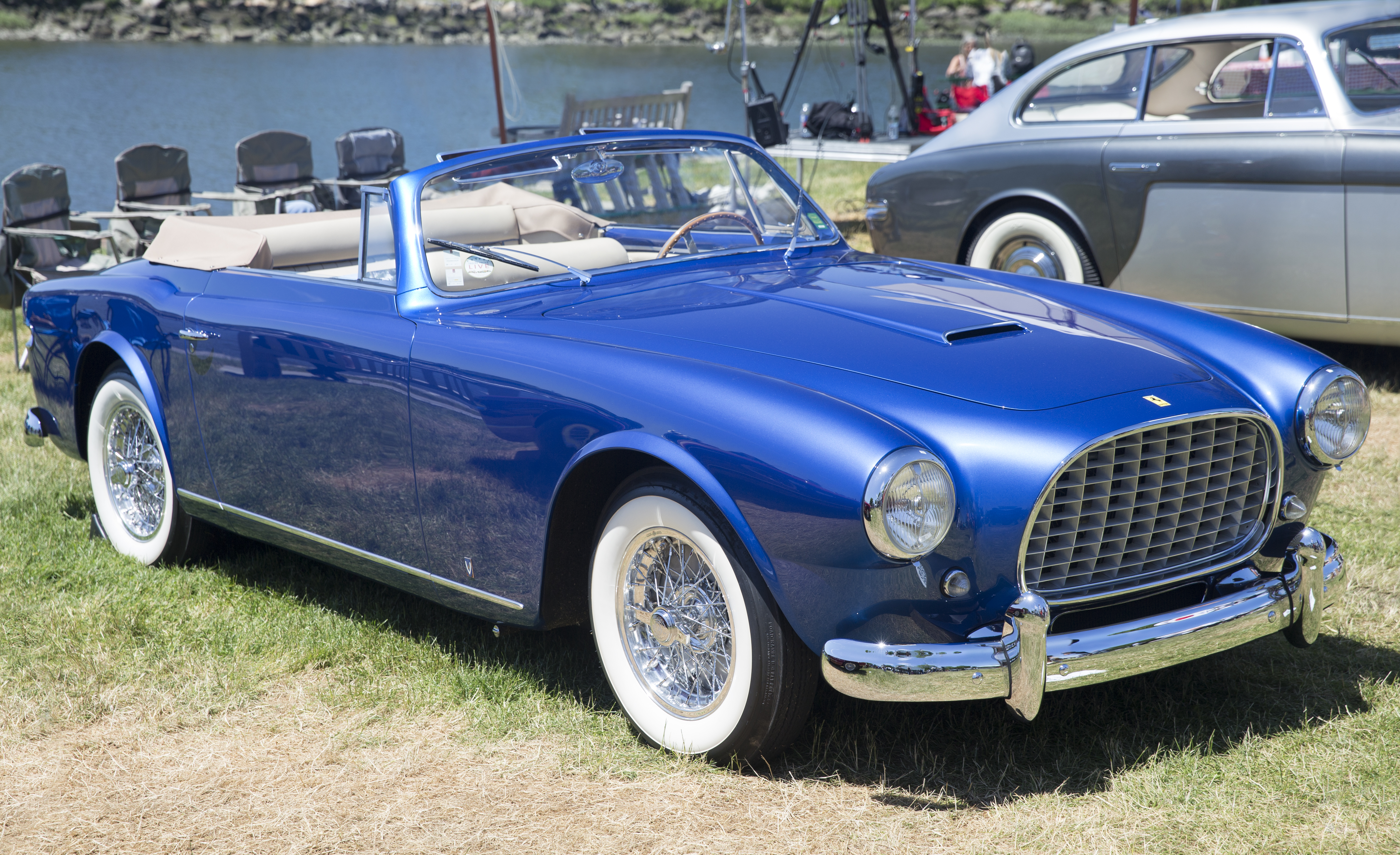
Ferrari 342 Vignale Cabriolet

Der erste 342 America hat die Fahrgestellnummer 0232 AL. Der Wagen wurde Ende 1952 aufgebaut. Er hat als einziges Modell der Baureihe eine von Vignale gebaute Karosserie. Ihr Design ist eine Arbeit von Giovanni Michelotti.
Das Auto ist als 2+2-sitziges Cabriolet gestaltet. Besondere Merkmale sind eine große, vergitterte Kühlluftöffnung an der Frontpartie sowie eine Stufe in der Gürtellinie über den Hinterrädern, die ein typisches Element zeitgenössischer Michelotti-Entwürfe ist.
Das Vignale Cabriolet wurde im Januar 1953 an einen Schweizer Kunden ausgeliefert und wenige Jahre später in die USA verkauft. Zeitweise hatte es eine Zweifarblackierung aus Grün und Beige. Zu Beginn des 21. Jahrhunderts ging es in die Sammlung des damaligen CEO von Samsung über, bevor es 2017 für 2,2 Mio. US-$ an amerikanische Sammler verkauft wurde. Nach einer Restauration hat der Wagen eine einfarbige hellblaue Lackierung. Er wird regelmäßig auf internationalen Klassiker-Ausstellungen gezeigt.

### Die Pininfarina Coupés
Das Turiner Designstudio Pininfarina gestaltete und baute (wahrscheinlich unter Einbindung von Subunternehmen) drei Coupés auf dem 342-America-Chassis, die sich in Details voneinander unterscheiden. Allen drei Exemplaren gemein ist die Frontpartie mit dem vergleichsweise langen vorderen Überhang. Die vorderen Kotflügel münden jeweils in großen Rundscheinwerfern; in der Wagenmitte befindet sich ein großer vergitterter Kühllufteinlass. Alle drei Autos haben ein Stufenheck; die Gestaltung der Dachpartien ist jeweils eigenständig.

#### 0240 AL

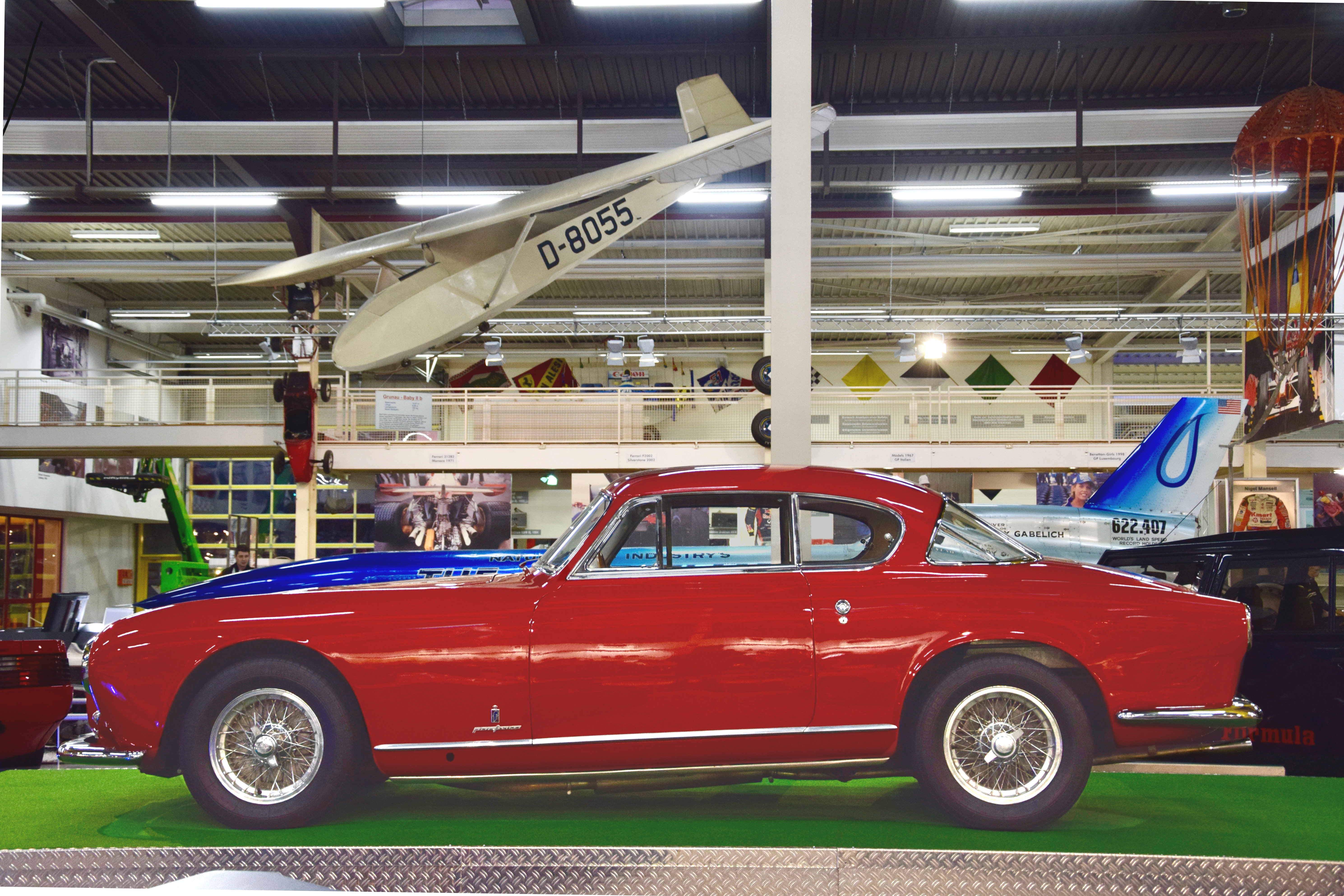
342 America 0240 AL

Das 1952 aufgebaute Coupé mit der Fahrgestellnummer 0240 AL hat ein dreiteiliges Heckfenster, das in die Wagenflanken hineinreicht. Dadurch entsteht der Eindruck einer hinteren Panoramascheibe. Die Neigung der C-Säule entspricht annähernd der des Windschutzscheibenrahmens. Das hintere Seitenfenster folgt der Linie der C-Säule. Die hinteren Kotflügel laufen annähernd waagerecht aus und münden in zwei übereinander angeordneten, oval eingefassten Rückleuchten. Der 0240 AL hat keine konventionellen Türgriffe, sondern Druckknöpfe in den hinteren Kotflügeln, die die Türen öffnen. In der ursprünglichen Version fehlte der Lufteinlass auf der Motorhaube.
Das anfänglich grau lackierte Auto wurde 1952 an einen italienischen Kunden ausgeliefert und vier Jahre später nach Schweden verkauft, wo es eine rote Lackierung erhielt. 1981 erwarb Hermann Layher das Auto, der es seitdem in dem von ihm betriebenen Technik-Museum Sinsheim ausstellt.

#### 0242 AL

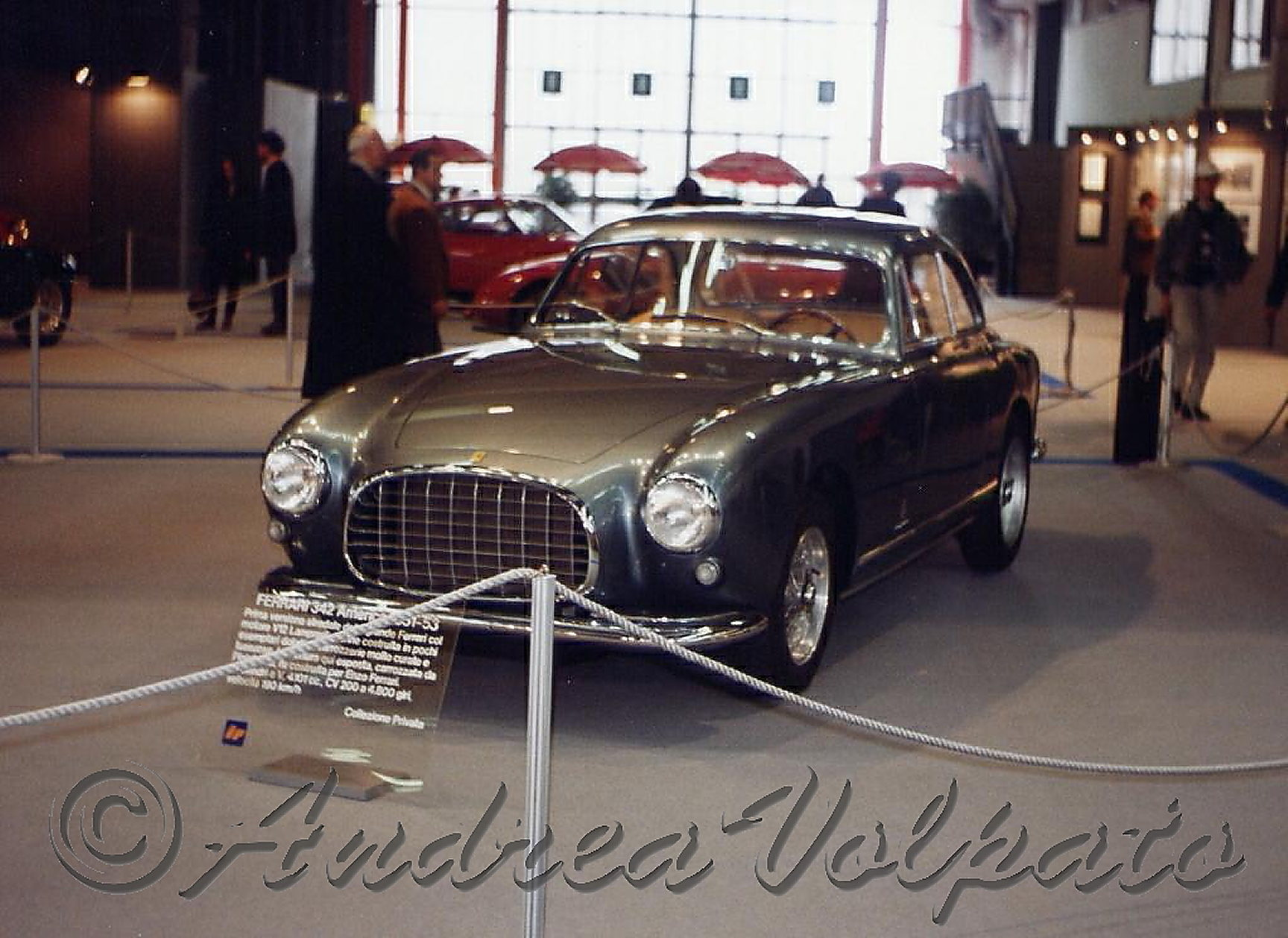
342 America 0242 AL

Das Coupé mit der Fahrgestellnummer 0242 AL hat einen trapezförmigen Dachaufbau. Die schmale C-Säule ist zum Heckabschluss hin geneigt; die Form des hinteren Seitenfensters folgt dieser Linie. Das Arrangement der Heckpartie entspricht dem des 0240 AL.
Erster Eigentümer dieses Autos war der Schweizer Unternehmer und Rennstallbesitzer Georges Filipinetti. Mindestens seit 1970 steht es in den USA. 1980 wurde sein Motor in einen 340 America eingebaut. In den folgenden eineinhalb Jahrzehnten wurde das Auto mehrfach ohne Motor zum Verkauf angeboten. In den 1990er-Jahren restaurierte der italienische Fachbetrieb Autocostruzioni S.D. den Wagen und lackierte ihn einfarbig hellblau.

#### 0246 AL
Der Aufbau des Chassis 0246 AL wurde im Laufe der Jahrzehnte mehrfach verändert.
Der ursprüngliche Aufbau orientierte sich stilistisch an dem des 0240. Beide Autos hatten ein dreiteiliges Heckfenster, dessen äußere Teile in die Wagenflanken hineinreichten; allerdings ist der Dachaufbau des 0246 höher als der des 0240. Der 0246 AL wurde mit seiner ursprünglichen Karosserie im Dezember 1952 fertiggestellt und war mit schwarzer Lackierung drei Monate später ein Ausstellungsstück auf dem Genfer Autosalon 1953. Im folgenden Jahr ging der Wagen in die USA, wo er nacheinander verschiedenen Sammlern gehörte. Zu einem nicht näher bekannten Zeitpunkt vor 1992 wurde die hintere Dachpartie überarbeitet: Die seitlichen, in die Wagenflanken hineinreichenden Teile des Heckfensters wurden entfernt, und die C-Säule erhielt eine breitere Form. Zeitweise war das derart modifizierte Dach in Wagenfarbe lackiert, mindestens seit 2007 hatte es dagegen eine helle Farbe, die sich von dem weiterhin schwarzen unteren Karosseriekörper abhob. Zwischen 2011 und 2017 wurde der Wagen in Kalifornien umfangreich restauriert. Im Zuge der Restaurierung erhielt das Dach seine ursprüngliche Form zurück. Das Auto wurde dabei hellgrün und silberfarben lackiert.

### Pininfarina Cabriolets
1953 lieferte Ferrari schließlich zwei Cabriolet-Versionen des 342 America mit Pininfarina-Karosserien aus. Eines der Autos (Fahrgestellnummer 0234 AL) übernahm der ehemalige Belgische König Leopold III., das zweite (Fahrgestellnummer 0248 AL) wurde über Luigi Chinetti an einen US-amerikanischen Kunden verkauft. Beide Autos sind ab Werk mit dem 4,5 Liter großen Longblock-Motor (Tipo 104) ausgestattet. Sie gehören US-amerikanischen Sammlern.

## Der Ferrari 342 America im 21. Jahrhundert
Alle sechs Exemplare des 342 America existieren im 21. Jahrhundert noch. Die Historie der meisten Fahrzeuge ist eingehend dokumentiert. Sie sind exklusive Klassiker, die zu siebenstelligen Dollar-Preisen gehandelt werden. Der Wert der beiden Cabriolets wurde 2019 jeweils auf mehr als 10 Mio US-$ geschätzt.